# Pat Skipper
Pour les articles homonymes, voir Patterson et Skipper (homonymie).
William Patterson Skipper, dit Pat Skipper, né le 23 septembre 1958 à Lakeland, en Floride, aux (États-Unis), est un acteur américain.

## Biographie

### Enfance
William Patterson Skipper est né le 23 septembre 1958 à Lakeland, en Floride, aux (États-Unis).

### Étudiant
William Patterson Skipper a étudié à l'université d'État de Floride et à l'université Yale.

### Carrière
Au cinéma, il a notamment joué des seconds rôles dans les films Les Aventures d'un homme invisible (1992), Hellraiser: Bloodline (1996), Erin Brockovich, seule contre tous (2000) et Halloween (2007). À la télévision, il a interprété des rôles récurrents dans les séries X-Files, Boston Justice, Mad Men et Harry Bosch (Bosch).

### Vie privée
Il est marié avec l'orchestratrice Jennifer Hammond, le couple ayant des jumeaux nés en 2002.

## Filmographie

### Cinéma
- 1987 : Wall Street : l'inspecteur postal
- 1989 : L'Arme fatale 2 : un tueur à gages
- 1992 : Les Aventures d'un homme invisible : Morrissey
- 1993 : Demolition Man : le pilote d'hélicoptère
- 1996 : Hellraiser: Bloodline : Carducci
- 2000 : Erin Brockovich, seule contre tous : l'avocat de la défense
- 2000 : Ed Gein, le boucher : le shérif Jim Stillwell
- 2003 : Pur Sang, la légende de Seabiscuit : le vétérinaire
- 2007 : Halloween : Mason Strode
- 2022 : Babylon de Damien Chazelle : William Randolph Hearst

### Télévision
- 1989 : Rick Hunter (série télévisée, saison 6 épisodes 5 et 6) : Dennis Sweeney
- 1991 : Le Cavalier solitaire (série télévisée, 3 épisodes) : Swenson
- 1996 : Le Caméléon (série télévisée, saison 1 épisode 2) : Paul Bilson
- 1997 : X-Files (série télévisée, épisodes Le Baiser de Judas, La Voie de la vérité et Emily) : Bill Scully Jr
- 1998 : Urgences (série télévisée, saison 5 épisode 9) : Carl Dayton
- 1999 : Charmed (série télévisée, saison 2 épisode 2) : Nathaniel Pratt
- 2002 : New York Police Blues (série télévisée, saison 9 épisode 19) : Lloyd Rogers
- 2003 : À la Maison-Blanche (série télévisée, saison 4 épisode 12) : le sénateur Jimmy Hoebuck
- 2005 : Cold Case : Affaires classées (série télévisée, saison 3 épisode 2) : John Avery
- 2005-2008 : Boston Justice (série télévisée, 3 épisodes) : Michael Roker
- 2006 : Bones (série télévisée, saison 1 épisode 22) : Vince McVicar
- 2007 : Esprits criminels (série télévisée, saison 3 épisode 7) : Harris Townsend
- 2010 : Médium (série télévisée, saison 6 épisode 21) : Bill Ruettiger
- 2014 : Mentalist (série télévisée, saison 6 épisode 12) : Mitch Daniels
- 2013-2014 : Mad Men (série télévisée, 2 épisodes) : Tom Pruitt
- 2015 : Harry Bosch (Bosch) (série télévisée, 4 épisodes) : Sam Delacroix

## Voix françaises
- Nicolas Marié dans :
  - Code Quantum (série télévisée)
  - Oppenheimer

Et aussi
- Pascal Renwick (*1954 - 2006) dans Les Aventures d'un homme invisible
- Renaud Marx dans Brisco County (série télévisée)
- Guillaume Orsat dans Erin Brockovich, seule contre tous